# یواس‌اس برنان (دی‌ئی-۱۳)

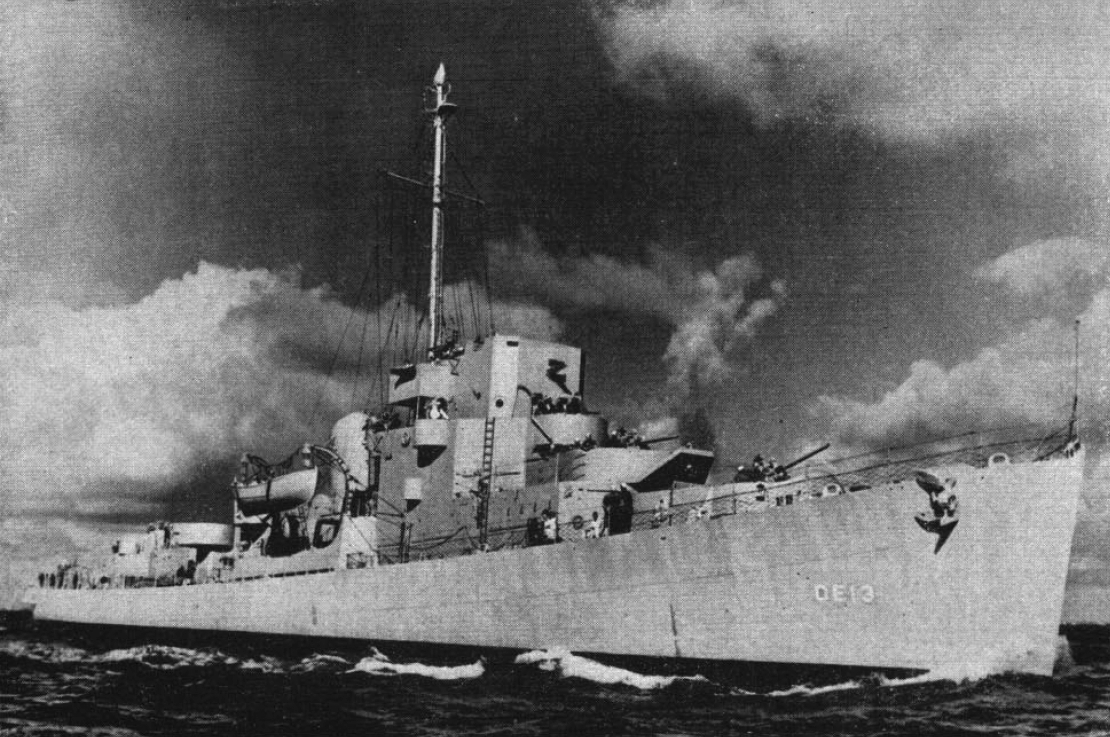
یواس‌اس برنان (دی‌ئی-۱۳)

یواس‌اس برنان (دی‌ئی-۱۳) (به انگلیسی: USS Brennan (DE-13)) یک کشتی بود. این کشتی در سال ۱۹۴۲ ساخته شد.